# Radim Gaudencije
Sveti Radim Gaudencije (češki: Svatý Radim, poljski: Radzim Gaudenty; Libice nad Cidlinou, oko 970. – Gniezno, 1020.) bio je češki i poljski nadbiskup, metropolit, redovnik i benediktinac.

## Životopis
Sveti Radim rođen je oko 970. u Libicama nad Cidlinou, a potječe iz roda Slavnikovića. Bio je polubrat Svetog Adalberta Praškog i izvanbračni sin Slavnika, kneza Bijelih Hrvata. Zajedno sa Svetim Adalbertom Praškim krenuo je 988. u Rim, gdje je 990. s dopuštenjem pape Ivana XV. stupio u benediktinski samostan Svetih Bonifacija i Aleksija na Aventinu. Radim je tamo uzeo redovničko ime Gaudencije (latinski: Gaudentius). Zaređen je najprije za đakona, a ubrzo potom i za svećenika. Kao misionar 997. pratio je polubrata u Prusku gdje je svjedočio Adalbertovoj mučeničkoj smrti. Po povratku u Rim izvijestio je o tom događaju i bio najvažniji izvor Adalbertovog životopisa iz pera benediktinca Johannesa Canapariusa. Priključio se delegaciji Boleslava I. Hrabrog koji je od pape Silvestra II. i cara Otona III. uspio isposlovati uspostavljanje crkvene metropolije za cijelu današnju Poljsku. Car Oton III. je 1000. imenovao Gaudencija prvim nadbiskupom Gniezna (Velikopoljsko Vojvodstvo) i prvim poljskim metropolitom. Gaudencije je preminuo oko 1020. u Gnieznu. Njegove relikvije su 1039. smještene u katedralu svetog Vida, a u Gnieznu se i danas nalazi crkva koja nosi njegovo ime.